# Ajārestān
Ajārestān (persiska: اجارستاق, Ajārostāq, اجارستان) är en ort i Iran.   Den ligger i provinsen Mazandaran, i den norra delen av landet, 180 km öster om huvudstaden Teheran. Ajārestān ligger 669 meter över havet och antalet invånare är 314.
Terrängen runt Ajārestān är kuperad åt nordost, men åt sydväst är den bergig. Runt Ajārestān är det ganska tätbefolkat, med 111 invånare per kvadratkilometer. Närmaste större samhälle är Lājīm, 11,9 km väster om Ajārestān. I omgivningarna runt Ajārestān växer i huvudsak blandskog.